# Čekovnik
Čekovnik je naselje, ki leži jugozahodno od mesta Idrija in tako spada pod okrilje občine Idrije. Vas sestavljajo zaselki Čekovnik, Hleviše, Nikova, Osojni vrh in Krekovše. Večina hiš leži ob glavni cesti na prisojni strani Hleviške planine, nekatere osamljene kmetije pa so od glavne ceste oddaljene tudi več kilometrov. Pokrajina je hribovita, porasla z bujnimi mešanimi gozdovi.  
V preteklosti so se ljudje preživljali z živinorejo, gozdnim delom in zaposlitvijo v idrijskem rudniku. Za potrebe rudnika so delali tudi na klavžah pri spravljanju lesa. V kraju je še vedno veliko ostankov legalnih in ilegalnih žgalnic cinobaritne rude, v katerih so prvotno pridobivali živo srebro. 
Zaradi težkega življenja je veliko mladih odšlo v dolino s trebuhom za kruhom. Danes pa so se življenjske razmere izboljšale, urejena je cestna povezava, vas ima telefon, internet, vodovod, zato se številne mlade družine vračajo. Otroci obiskujejo osnovno šolo v Idriji, večina odraslih pa se tja vozi na delo. Le redki živijo samo od kmetijstva. 
Leta 2000 je bila v kraju zgrajena nova cerkev, posvečena Mariji Svetogorski.